# San Marino CEPU Open 2007
Il San Marino CEPU Open 2007 è stato un torneo di tennis facente parte della categoria ATP Challenger Series nell'ambito dell'ATP Challenger Series 2007. Il torneo si è giocato a San Marino nella Repubblica di San Marino dal 6 al 12 agosto 2007 su campi in terra rossa.

## Vincitori

### Singolare
Potito Starace ha battuto in finale  Albert Montañés con il punteggio di 6–4, 7–6(5).

### Doppio
Pablo Cuevas /  Juan Pablo Guzmán hanno battuto in finale  Tomasz Bednarek /  James Cerretani con il punteggio di 6–1, 6–0.